# ヴァイオリンソナタ第10番 (ベートーヴェン)
ルートヴィヒ・ヴァン・ベートーヴェンのヴァイオリンソナタ第10番（ヴァイオリンソナタだいじゅうばん）ト長調作品96は最終作のヴァイオリンソナタであり、後のシューマンやブラームスの作品に通じる自由な構成の作品。ベートーヴェンは壮年期までにヴァイオリンソナタ全10曲のうち9曲までを完成させており、本作は前作から9年たって作曲された創作後期の唯一のヴァイオリン曲である。
ベートーヴェンが41歳の時、1812年2月から11月にかけて作曲され、同年12月29日に、ルドルフ大公のピアノ、ピエール・ロードのヴァイオリンにより初演された。出版は1816年。

## 曲の構成
4楽章構成。自由なソナタ形式。全体に穏やかな曲想である。献呈は初演を担当したルドルフ大公。
第1楽章　Allegro moderato
冒頭からヴァイオリンのトリルで伸びやかな展開。下属調和音をゆったりと歌い上げる。
第2楽章　Adagio espressivo
変ホ長調。歌謡風の落ち着いた主題。アタッカで第3楽章とつなげて演奏される。
第3楽章　Scherzo. Allegro
ト短調。タイを使って強調しているが、壮年期の作品（第9番など）とは違い、激しさは影をひそめている。トリオは変ホ長調。最後は長調に転じて終わる。
第4楽章　Poco Allegretto
ト長調。主題と8つの変奏による変奏曲。随所に休符を入れ、柔和な演出をしている。第7変奏では後期の作品の特徴であるフーガが規模が小さいながらも使われている。ベートーヴェンは、本楽章の作曲に当たって初演を担当したロードの様式を意識している。